# Ustroń
Ustroń é um município da Polônia, na voivodia da Silésia e no condado de Cieszyn. Estende-se por uma área de 59,03 km², com 16 017 habitantes, segundo os censos de 2016, com uma densidade de 271,3 hab/km².